# Ганиев, Элёр Маджидович
Элёр Маджидович Ганиев (узб. Elyor Majidovich G'aniyev; род. 1 января 1960, Сырдарьинская область) — узбекский государственный деятель, министр транспорта Узбекистана (2020), заместитель премьер-министра Узбекистана (2002—2006, 2009—2012, 2019—2020), министр иностранных дел Узбекистана (2005—2006, 2010—2012), заместитель советника президента Республики Узбекистан (2017—2019), министр внешних экономических связей, инвестиций и торговли Республики Узбекистан (1997—2002, 2006—2009, 2012—2017). Член Кабинета министров Республики Узбекистан (1997—2017). Президент Федерации волейбола Республики Узбекистан (2005—2018).

## Биография
- Родился 1 января 1960 года в Сырдарьинской области.
- В 1981 году окончил Ташкентский политехнический институт (ныне «Ташкентский государственный технический университет») по специальности инженер — геолог[4].
- В 1981—1984 годах — инженер, ассистент кафедры Ташкентского политехнического института.
- В 1984—1990 годах — служба в вооружённых силах.
- В 1990—1992 годах — старший референт при руководстве Государственного комитета по внешнеэкономическим и торговым связям Республики Узбекистан.
- В 1992—1993 годах — начальник управления Министерства внешних экономических связей Республики Узбекистан.
- В 1993—1994 годах — руководитель отдела Института стратегических и межрегиональных исследований при президенте Республики Узбекистан.
- В 1994—1995 годах — заместитель министра внешних экономических связей Республики Узбекистан.
- В 1995—1997 годах — первый заместитель министра внешних экономических связей Республики Узбекистан.
- В 1997—2002 годах — министр внешних экономических связей Республики Узбекистан.
- В 2002—2005 годах — заместитель премьер-министра Республики Узбекистан — руководитель Комплекса внешних экономических связей — председатель Агентства по внешним экономическим связям Республики Узбекистан.
- В 2005—2006 годах — заместитель премьер-министра Республики Узбекистан — министр иностранных дел Республики Узбекистан.
- В 2006—2009 годах — министр внешних экономических связей, инвестиций и торговли Республики Узбекистан.
- В 2009—2010 годах — заместитель премьер-министра Республики Узбекистан — министр внешних экономических связей, инвестиций и торговли Республики Узбекистан.
- В 2010—2012 годах — заместитель премьер-министра Республики Узбекистан — министр иностранных дел Республики Узбекистан.
- В 2012—2017 годах — министр внешних экономических связей, инвестиций и торговли Республики Узбекистан.
- В 2017 году — министр внешней торговли Республики Узбекистан[5].
- В 2017—2018 годах — заведующий сектором аппарата Совета безопасности при президенте Республики Узбекистан.
- В 2018—2019 годах — заместитель советника президента по социально-экономическим вопросам.
- В 2019—2020 годах — заместитель премьер-министра Республики Узбекистан.
- С 23 января 2020 года — министр транспорта Республики Узбекистан[6].
- 8 августа 2020 года покинул должность министра транспорта связи с переходом на другую работу[7].

## Семья
- Отец — Маджид Ганиев, долгие годы работал директором совхоза «Гулистан» Сырдарьинской области.
- Женат вторым браком. Имеет пятерых детей.
- Сын — Азиз Ганиев. Учится и живёт в Латвии.

## Награды
Указом президента Республики Узбекистан в 1996 году был награждён орденом «Дустлик» и в 2010 году награждён орденом «Мехнат шухрати».